# مریخ ۳
مریخ ۳ یک کاوشگر فضایی روباتیک برنامه مریخ اتحاد جماهیر شوروی بود که در تاریخ ۲۸ مه ۱۹۷۱، نه روز پس از فضاپیمای دوقلوی خود مریخ ۲، راه اندازی شد. این کاوشگرها فضاپیمای روباتیک یکسان بودند که توسط موشک‌های پروتون-K با مرحله بالایی بلاک D پرتاب شد، هر یک شامل یک مدارگرد و یک فرود آوردنده متصل بود. پس‌از سقوط مریخ ۲ روی سطح مریخ، مریخ ۳ اولین فضاپیمایی بود که در یک فرود آرام در مریخ به‌دست آورد، در ۲ دسامبر سال ۱۹۷۱. این ۱۱۰ ثانیه بعد از فرود خراب شد و تنها تصویری خاکستری و بدون جزئیات را انتقال داد. مدارگرد مریخ ۲ و مدارگرد مریخ ۳ همچنان به چرخش حول مریخ و انتقال تصاویر به‌مدت ۸ ماه دیگر به زمین می‌پرداخت.

## بررسی اجمالی
- تاریخ راه اندازی و زمان:
  - مریخ ۳: ۲۸ مه ۱۹۷۱ در 15:26:30 UTC
- پرتاب جرم (از جمله سوخت):
  - ترکیبی: ۴٬۶۵۰ کیلوگرم (۱۰٬۲۵۰ پوند)
  - مدار: ۳٬۴۴۰ کیلوگرم (۷٬۵۸۰ پوند)
  - لندر: ۱٬۲۱۰ کیلوگرم (۲٬۶۷۰ پوند)
- جرم خشک در مدار: ۲٬۲۶۵ کیلوگرم (۴٬۹۹۳ پوند)
- ابعاد: ۴٫۱ متر (۱۳٫۵ فوت) قد بلند، ۲ متر (۶٫۶ فوت) در سراسر (۵٫۹ متر (۱۹٫۴ فوت) با پانل‌های خورشیدی مستقر شده)

## مدار
هدف اصلی مدار 4M-V بررسی توپوگرافی سطح مریخ بود. تجزیه و تحلیل ترکیب خاک آن. اندازه‌گیری خواص مختلف جو؛ «تابش خورشیدی، باد خورشیدی و میدان‌های مغناطیسی بین سیاره‌ای و مریخ» را نظارت کنید. علاوه‌بر این، این یک «رله ارتباطی برای ارسال سیگنال از سطح مریخ به زمین» بود.
مدارگرد از دست دادن جزئی سوخت رنج می‌برد و کافی نبود تا خود را به مدار ۲۵ ساعته برنامه‌ریزی شده بگذارد. در عوض موتور سوختگی کوتاه شده را انجام داد تا این فضاپیما را در یک مدار طولانی بیضوی (۱۲ روز، ۱۹ ساعت) در مورد مریخ قرار دهد.
به‌طور تصادفی، طوفان گرد و غبار به خصوص بزرگ در مریخ تأثیر منفی بر این مأموریت گذاشت. هنگامی که مارینر ۹ در ۱۴ نوامبر ۱۹۷۱ وارد مریخ شد و با موفقیت به گردش درآمد، فقط دو هفته قبل از مریخ ۲ و مریخ ۳، دانشمندان سیاره ای از تعجب متوجه شدند که جو با "یک جامه گرد و غبار در سطح سیاره، بزرگترین طوفانی که تاکنون مشاهده شده‌است غلیظ است. " سطح کاملاً مبهم بود. هر دو مریخ ۲ و مریخ ۳ قادر به برنامه‌نویسی مجدد برنامه‌های مأموریت نبودند، بلافاصله زمین‌های خود را اعزام کردند، و مدارگرد قسمت قابل توجهی از منابع داده موجود را درگرفتن عکس‌های ابرهای غبارآلود بی خاصیت استفاده می‌کرد.
مدار ۳ مریخ اطلاعاتی را برای دوره از دسامبر ۱۹۷۱ تا مارس ۱۹۷۲ ارسال کرد، اگرچه انتقال تا اوت ادامه داشت. اعلام شد که مریخ ۳ مأموریت خود را تا ۲۲ اوت سال ۱۹۷۲ و پس از ۲۰ مدار به پایان رسانده‌است. این کاوشگر، همراه با مریخ ۲، در مجموع ۶۰ عکس را ارسال کرد. تصاویر و داده‌ها کوه‌هایی را با ارتفاع ۲۲ کیلومتر نشان داد، هیدروژن اتمی و اکسیژن در اتمسفر فوقانی، درجه حرارت سطح از ۱۱۰ − درجه سانتیگراد تا +۱۳ درجه سانتیگراد، فشارهای سطحی ۵/۵ تا ۶ مگابایت، غلظت بخار آب ۵۰۰۰ برابر کمتر از جو زمین، پایه یونوسفر که از ۸۰ تا ۱۱۰ کیلومتر شروع می‌شود کیلومتر از ارتفاع، و دانه در اثر طوفان گرد و غبار به بزرگی ۷ کیلومتر در جو. این تصاویر و داده‌ها امکان ایجاد نقشه‌های تسکین سطح، و اطلاعاتی در مورد نیروی مریخی و میدان‌های مغناطیسی ارائه می‌دهند.

## لندر

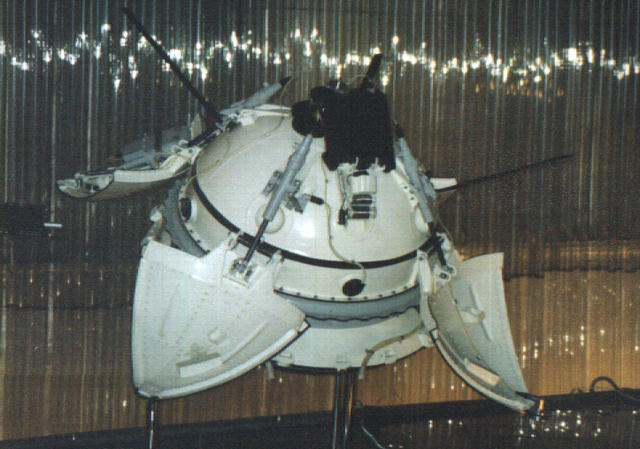
مریخ ۳ مدل لندر در موزه یادبود جهانگردی مسکو

### سیستم فضاپیمای لندر
ماژول نزول مریخ ۳ روی اتوبوس / مدار مقابل سیستم پیشران سوار شده بود. این شامل یک کپسول زمینی به قطر ۱٫۲ متر، یک سپر ترمز هوازی مخروطی به قطر ۲٫۹ متر، یک سیستم چتر نجات و موشکهای یکپارچه‌سازی با سیستم‌عامل است.
کل ماژول نزول دارای یک توده سوخت ۱۲۱۰ بود کیلوگرم، کپسول فرود کروی ۳۵۸ را به خود اختصاص داد کیلوگرم از این یک سیستم کنترل اتوماتیک متشکل از میکرو موتورهای گازی و ظروف نیتروژن تحت فشار کنترل نگرش را فراهم می‌کند. چهار موتور سوخت جامد به لبه بیرونی مخروط نصب شده بودند تا زمین را کنترل کنند.
چترهای اصلی و کمکی، موتور برای شروع فرود و ارتفاع سنج رادار در قسمت بالای لندر نصب شده‌اند. از فوم برای جذب شوک در ماژول نزول استفاده شد. کپسول فرود چهار گلبرگ مثلثی داشت که پس از فرود باز می‌شدند، فضاپیما را درست می‌کردند و ابزار دقیق را در معرض دید قرار می‌دادند.
این زمینی به دو دوربین تلویزیونی با نمای ۳۶۰ درجه از سطح و همچنین طیف‌سنج جرمی برای مطالعه ترکیبات جوی مجهز شده بود. دما، فشار و سنسور باد؛ و دستگاه‌هایی برای اندازه‌گیری خصوصیات مکانیکی و شیمیایی سطح، از جمله مکانیکی مکانیکی برای جستجوی مواد آلی و علائم حیات. همچنین حاوی یک تکه با سلاح شوروی بود.
چهار هواکش از بالای کره بیرون زده‌است تا از طریق یک سیستم رادیویی پردازنده با مدارگرد ارتباط برقرار کند. این تجهیزات توسط باتری‌هایی که قبل از جدا شدن توسط مدار شارژ می‌شدند، تأمین می‌شدند. کنترل دما از طریق عایق حرارتی و سیستم رادیاتورها حفظ می‌شد. کپسول فرود قبل از پرتاب استریل شد تا از آلودگی محیط مریخی جلوگیری شود.

#### پشتیبان مریخ پیما
لندر Mars 3، به اصطلاح تخمین زده شده قابلیت تحمل برای مریخ، توسط یک تیم تقریباً ۱۵۰ مهندس به سرپرستی الکساندر کمردجیان در مؤسسه مهندسی وسیله نقلیه موبایل طراحی و ساخته شد. این وسیله نقلیه یک مریخ نورد مریخ کوچک بود که قرار بود در حالی که با کابل ۱۵ متری به زمین متصل بودند، روی سطح اسکی حرکت کند. دو میله فلزی کوچک برای جلوگیری از مانع خودمختار مورد استفاده قرار گرفت، زیرا سیگنال‌های رادیویی از زمین خیلی طول می‌کشد تا راننده‌ها را با استفاده از کنترل از راه دور هدایت کنید. این مریخ نورد یک دستگاه سنجش سنج پویا و تراکم سنج اشعه گاما را حمل می‌کرد.
قاب اصلی PROP-M یک جعبه ۴/۵ کیلوگرم (۹/۹ پوند) (۲۵ × ۲۲ × ۲۲ سانتی‌متر cm 4 سانتی‌متر) با بیرون زدگی کوچک در مرکز بود. این قاب روی دو چوب تخت و پهن پشتیبانی شده بود، یکی از هر طرف به پایین می‌کشید و قاب را کمی بالاتر از سطح بالا می‌برد. در قسمت جلوی جعبه میله‌های شناسایی مانع وجود داشت. قرار بود این مریخ نورد پس از فرود توسط یک بازوی دستگیره روی سطح قرار گیرد و در میدان دید دوربین‌های تلویزیونی حرکت کرده و از انجام هر اندازه‌گیری در هر ۱٫۵ متر متوقف شود. به دلیل از بین رفتن ارتباطات، در صورت استقرار مریخ نورد PROP-M ناشناخته است.
انیمیشن پشتیبان مریخ پیما در اکشن در هر لینک: انیمیشن پشتیبان مریخ ۳

### ورود، نزول، فرود ، انتقال و عدم موفقیت
ماژول نزول مریخ ۳ در ساعت 09:14 UT در تاریخ ۲ دسامبر ۱۹۷۱، ۴ ساعت و ۳۵ دقیقه قبل از رسیدن به مریخ منتشر شد. ماژول نزول تقریباً ۵٫۷ وارد جو مریخ شد کیلومتر در ثانیه از طریق ترمز آیرودینامیکی، چتر نجات، و موشک ترمزی، کاوشگر یک فرود نرم در دست ۴۵° جنوبی ۲۰۲° شرقی / ۴۵°جنوبی ۲۰۲°شرقی و عملیات خود را آغاز کرد.
زمین لندر ۹۰ ثانیه پس از فرود ، انتقال به مدار مریخ ۳ را آغاز کرد. بعد از ۲۰ ثانیه انتقال به دلایل نامعلومی متوقف شد. مشخص نیست که آیا این گسل از ناحیه زمین گیر بوده‌است یا رله ارتباطات در مدار. علت این شکست ممکن است مربوط به طوفان گرد و غبار مریخ بسیار قدرتمند باشد که در آن زمان اتفاق می‌افتد که ممکن است باعث تخلیه تاجی شود و به سیستم ارتباطات آسیب برساند. طوفان گرد و غبار همچنین روشنایی ضعیف تصویر را توضیح می‌دهد.

یک تصویر جزئی (۷۰ خط) منتقل شد. طبق گفته پرمینوف، طراح اصلی فضاپیمای مریخ و زهره در دفتر طراحی لاوچکین در روزهای ابتدایی اکتشاف مریخ، این تصویر «پس زمینه خاکستری و بدون جزئیات» بود. 

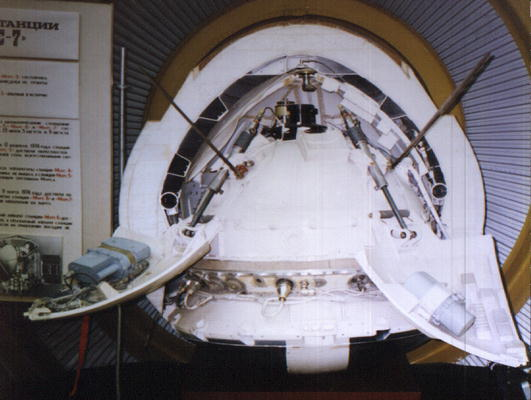
منظره ای از Mars 3 Lander در موزه NPO Lavochkin.

### تصاویر ممکن از فرود در مریخ
در یازدهم آوریل ۲۰۱۳، ناسا اعلام کرد که مدار شناسایی مجدد مریخ (MRO) ممکن است از سخت‌افزار لندر مریخ ۳ در سطح مریخ تصویر برداری کند. دوربین هیریز در MRO تصاویری از آنچه ممکن است چتر نجات، چرخ دستی، محافظ حرارتی و زمینی باشد، گرفت. سخت‌افزار لندر Mars 3 توسط علاقه‌مندان به فضای آماتوری که به دنبال تصاویر بایگانی شده در دسترس عموم بودند، پیدا شد.